# Giuseppe Manuzzi
Giuseppe Manuzzi (Cesena, 18 marzo 1800 – Firenze, 26 settembre 1876) è stato un letterato italiano.

## Biografia
Giuseppe Manuzzi nacque a Cesena il 18 marzo 1800. Vestì molto giovane l'abito ecclesiastico. Trasferitosi a Firenze, ricevette vari incarichi dalla curia e dal governo; nel 1844 fu eletto membro dell'Accademia della Crusca. Nel 1857 Antonio Bresciani lo invitò a collaborare alla neonata Civiltà cattolica con articoli di informazione sull'attualità religiosa e civile, ma Manuzzi rifiutò l'offerta. Morì a Firenze il 26 settembre 1876.
Delfino di Antonio Cesari, ne scrisse la vita, pubblicata in due puntate sull'Antologia (1829), ne raccolse le lettere e ne pubblicò, postumo, l'Antidoto contro le novità in opera di lingua italiana. Prese pubblicamente le difese del maestro contro gli attacchi degli antipuristi con due Lettere intorno al p. Cesari (Modena 1828).
Pubblicò (1833-1840) una pregiata e ampia edizione della quarta impressione del Vocabolario degli Accademici della Crusca, e dettò epigrafi molto apprezzate dal Giordani. Manuzzi si dedicò anche all'edizione di testi trecenteschi italiani.